# Список деканатов диоцеза Айзенштадт

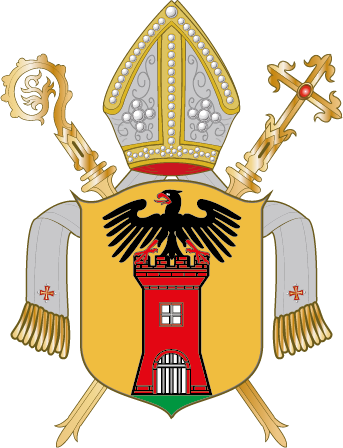
Герб епархии Айзенштадта

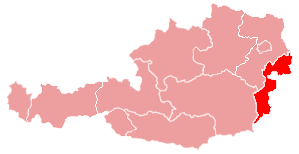
Карта расположения епархии Айзенштадта

Герб епископа диоцеза Айзенштадт

По состоянию на 1  января 2016 года диоцез (епархия) Айзенштадт разделён на 172 прихода, расположенных в 12 деканатах (благочиниях): Айзенштадт, Гросварасдорф, Гюссинг, Дойчкройц, Еннерсдорф, Маттерсбург, Нойзидль-ам-Зе, Пинкафельд, Рехниц, Руст и Фрауэнкирхен.
Центр диоцеза (епархии) располагается в городе Айзенштадт, а католическая церковь святого Мартина является кафедральным собором епархии Айзенштадта.
Епископом диоцеза Айзенштадт с 9 июля 2010 года является Ägidius Zsifkovics  (нем.).
На 31 декабря 2013 года в епархии Айзенштадта числилось 201.260 католиков (70,3 процента от населения Бургенланда). Кроме 172 приходов, в епархию Айзенштадта входят 80 приходских объединений и 165 филиалов церквей.

## Деканаты и приходы диоцеза Айзенштадт
| Список деканатов и приходов диоцеза Айзенштадт | |                      |
| Деканат | Приходы—Pfarrei | Количество           |
| Айзенштадт | Айзенштадт-Домпфарре † Айзенштадт-Клайнхёфлайн † Айзенштадт-Оберберг † Айзенштадт-Санкт-Георген † Вимпассинг-ан-дер-Лайта † Гросхёфлайн † Лайтапродерсдорф † Лоретто † Мюллендорф † Нойфельд-ан-дер-Лайта † Хорнштайн † Циллингталь † Штайнбрунн † Штотцинг                                                | 14                   |
| Гросварасдорф | Гросварасдорф † Клайнварасдорф † Кроатиш-Гересдорф † Кроатиш-Минихоф † Луцмансбург † Неберсдорф † Никич † Унтерпуллендорф † Франкенау | 9                    |
| Гюссинг | Бильдайн † Бокксдорф † Гас † Герерсдорф-бай-Гюссинг † Гросмюрбиш † Гюссинг † Гюттенбах † Дойч-Чанчендорф † Дойч-Шютцен † Кукмирн † Мошендорф † Нойберг † Оллерсдорф † Ольбендорф † Санкт-Катрайн † Санкт-Михаэль-им-Бургенланд † Тобай † Хагенсдорф † Хайлигенбрунн † Штегерсбах † Штинац † Штрем † Эберау | 23                   |
| Дойчкройц | Вепперсдорф † Дойчкройц † Коберсдорф † Лаккенбах † Неккенмаркт † Райдинг † Ритцинг † Унтерпетерсдорф † Унтерфрауэнхайд † Хоричон | 10                   |
| Еннерсдорф | Доберсдорф † Дойч-Кальтенбрунн † Еннерсдорф † Кёнигсдорф † Мария-Бильд-бай-Вайксельбаум † Могерсдорф † Нойхаус-ам-Клаузенбах † Рудерсдорф † Санкт-Мартин-ан-дер-Раб † Хайлигенкройц-им-Лафницталь | 10                   |
| Маттерсбург | Антау † Бад-Зауэрбрунн † Баумгартен † Вальберсдорф † Визен † Драсбург † Зигграбен † Зиглес † Клайнфрауэнхайд † Кренсдорф † Марц † Маттерсбург † Нойдёрфль-ан-дер-Лайта † Пётчинг † Рорбах-бай-Маттерсбург † Форхтенштайн † Хирм † Шаттендорф                                                               | 18                   |
| Нойзидль-ам-Зе | Вайден-ам-Зе † Винден-ам-Зе † Гаттендорф † Дойч-Ярндорф † Йойс † Кайзерштайнбрух † Киттзе † Никкельсдорф † Нойдорф-бай-Парндорф † Нойзидль-ам-Зе † Пама † Парндорф † Поцнойзидль † Цурндорф † Эдельсталь                                                                                                   | 15                   |
| Оберпуллендорф | Драсмаркт † Кайзерсдорф † Клостермариенберг † Когль † Ландзе † Локкенхаус † Маннерсдорф-ан-дер-Рабниц † Маркт-Санкт-Мартин † Миттерпуллендорф † Нойталь † Оберлойсдорф † Оберпуллендорф † Оберрабниц † Пильгерсдорф † Пирингсдорф † Раттерсдорф † Унтеррабниц † Штайнберг-ан-дер-Рабниц † Штоб             | 19                   |
| Пинкафельд | Бад-Тацмансдорф † Бернштайн † Вольфау † Графеншахен † Кеметен † Кицладен † Литцельсдорф † Мариасдорф † Обердорф-им-Бургенланд † Оберварт † Пинкафельд*) † Ротентурм-ан-дер-Пинка † Санкт-Мартин-ин-дер-Варт † Унтерварт                                                                                    | 14                   |
| Рехниц | Вайден-бай-Рехниц † Гроспетерсдорф † Дюрнбах † Кирхфидиш † Маркт-Нойходис † Мишендорф † Ноймаркт-им-Таухенталь † Оберкольштеттен † Рехниц † Ханнерсдорф † Шандорф † Шахендорф † Штадтшлайнинг † Ябинг | 14                   |
| Руст | Брайтенбрунн † Вулькапродерсдорф † Доннерскирхен † Зигендорф † Клингенбах † Мёрбиш † Оггау-ам-Нойзидлер-Зе † Ослип † Пурбах-ам-Нойзидлер-Зе † Руст † Санкт-Маргаретен † Траусдорф-ан-дер-Вулька † Цагерсдорф † Шютцен-ам-Гебирге                                                                           | 14                   |
| Фрауэнкирхен | Андау † Апетлон † Валлерн † Гольс † Илльмиц † Мёнххоф † Памхаген † Подерсдорф † Санкт-Андре † Тадтен † Фрауэнкирхен † Хальбтурн | 12                   |
| *) Примечание: Все жители села Зиннерсдорф (Sinnersdorf) из общины Пинггау (Gemeinde Pinggau), расположенной в федеральной земле Штирия, официально являются прихожанами (паствой) прихода Пинкафельд (деканат Пинкафельд). | *) Примечание: Все жители села Зиннерсдорф (Sinnersdorf) из общины Пинггау (Gemeinde Pinggau), расположенной в федеральной земле Штирия, официально являются прихожанами (паствой) прихода Пинкафельд (деканат Пинкафельд).                                                                                | Церковь Зиннерсдорфа |

## Внешние ссылки
- Официальный сайт епархии Айзенштадта  (нем.)
- Информация о епархии Айзенштадта  (англ.)
- Диоцез Айзенштадт  (нем.)
- Диоцез Айзенштадт (обзорная информация)  (нем.)
- Деканаты диоцеза Айзенштадт Dekanate  (нем.)
- Приходы диоцеза Айзенштадт Pfarren  (нем.)